# Prince Albert (Rhabarber)
Prince Albert ist eine Sorte des Gemeinen Rhabarber.
Prince Albert ist eine frostunempfindliche, frühaustreibende, großwüchsige Rhabarbersorte, die lange und dicke Blattstiele hervorbringt. Sie lässt sich unkompliziert aus Samen ziehen und eignet sich auch für die Treiberei. Prince Albert ist eine der im Rhabarber-Dreieck in Yorkshire kultivierten Rhaberber-Sorten. Die Stängel scharlachrot und haben einen kräftigen Geschmack.
Prince Albert ist, wie die Sorten Victoria und Linnaeus eine Züchtung von Joseph Myatt, der die Sorte im Jahr 1840, dem Jahr der Heirat von Queen Victoria mit Prince Albert auf den Markt brachte und nach diesem benannte. Im 19. Jahrhundert zählte Prince Albert zu den beliebtesten Sorten. Prince-Albert-Rhabarber wird heute unter anderem als Teil der nationalen Rhabarberpflanzensammlungen im Garten der Royal Horticultural Society von Harlow Carr kultiviert.